# Ralf Pönitzsch
Ralf Pönitzsch (né le 20 octobre 1957 à Karl-Marx-Stadt) est un athlète est-allemand, spécialiste du 3 000 m steeple.
Il remporte la médaille d'argent lors de la Coupe du monde de 1979 derrière Kip Rono.
Il remporte quatre fois le titre est-allemand (1976, 1977, 1979 et 1981). En 8 min 29 s 50, il est l'actuel détenteur du record d'Europe junior depuis 1976.